# チームふくしま
特定非営利活動法人チームふくしま（とくていひえいりかつどうほうじんチームふくしま）は、福島県の特定非営利活動法人(NPO)。

## 概要
チームふくしまは、2008年に福島県内の若手の経営者を中心に集まり設立された。
2011年3月11日に発生した東日本大震災 後、2011年5月から福島ひまわり里親プロジェクトという東日本大震災（および福島第一原子力発電所事故）復興支援活動を展開している。
福島ひまわり里親プロジェクトは、チームふくしまが購入した海外産のヒマワリの種子を買い取って育て、再び採種する「里親」を募集する。当初の種子は福島県二本松市の障がい者作業所で封入して「里親」に送付、「里親」が育てて送り返した種子は、再び障がい者の施設でリパックし、寄付をおこなって福島県内に無料で配布する。2013年度は福島県内16,000ヶ所で、無料配布した種子によるヒマワリを咲かせた。全46都道府県（福島県をのぞく）、累計55万人以上、全国累計5,900校以上の学校が参加している。
2012年2月に法人格を取得。
2020年3月開始の東京2020オリンピック聖火リレーのランナーに理事2名、プロジェクト参加者1名が選出された。また同年8月の東京2020パラリンピック聖火リレーのランナーに1名、プロジェクト参加者1名が選出され、走者を務めた。
2021年3月、シリア内戦によって避難している子供たちへ絵本を贈るクラウドファンディングを開始。この企画は、2011年の震災後より応援をし続けてくれているシリア人のジャーナリストから、故郷のシリアで内戦が続き、多くの国民が避難生活を送っていると知ったことがきっかけ。日本から世界へ感謝の恩送りをするという想いのもと、福島でも同じ避難を経験し復興へと歩んでいく過程が描かれている絵本「ぼくのひまわりおじさん」を贈り、紛争・迫害に苦しむシリア難民の子供たちが少しでも笑顔になれるよう、絵本をアラビア語訳にして1,000冊以上寄贈した。
2021年5月、創設メンバーである副理事長 吉成洋拍が逝去。通夜・葬儀の様子がライブ配信された。　同年12月にはクラウドファンディングを活用して、吉成洋拍の遺志を引き継ぎ、子ども食堂用のレトルトカレーを開発。レトルトカレーは宮城県の就労支援施設で製造され、吉成の愛称「ハグ」から「ハグカレー」と名付けられ商品化。ハグカレーは定期的に福島県内の子ども食堂や無人子ども食堂へと寄贈されている。
2022年2月、支援を必要としている方が好きな時間に人目を気にせず食料品・日用品を取りに行ける無人公共冷蔵庫”コミュニティフリッジ ひまわり”を、福島県福島市に開所。「困ったときはお互いさま」という助け合いの精神で、企業や団体、個人などから寄付された食料品・日用品を利用者へと渡せる仕組み。このような取り組みをアパートの一室で行うのは日本初。
震災より11年が経過した同年3月には、新たな取り組みとして「ひまわり防災検定」を開始。学校の防災教育や企業研修で活用することで、防災意識の普及や震災の風化防止、福島の観光振興に繋ぐことができる。
2022年12月には”お互いさまの街ふくしま”の普及活動を開始。
このプロジェクトは、福島県福島市を拠点とする社会貢献プロジェクトで、PAYFORWARD（ペイフォワード）の精神に基づいた善意のバトンを通じて「恩送り」を広げる試み。具体的には、商品を先払いして支援することで、チケット利用者の支援につながり、チケット利用者は無料もしくは低価格で商品を購入できたり、サービスを受けたりすることができる仕組み。誰でも購入、利用することができる。このプロジェクトは「お互いさまチケット」「みんなの食糧庫」「お互いさまアート」などがあり、その目標は福島市近郊の100以上の企業・店舗が加わり、「お互いさま」と「恩送り」を通じて福島市内の幸せを共に拡げていくこと。
このプロジェクトは、創設者である吉成洋拍氏の地域社会の発展と復興に貢献しようとする想いを継続して活動している。

## 目的
災害被害地域での復興支援に関する事業、福島から日本を元気にする事業を行い、すべての人々が夢と志を持って最幸の人生を送ることができる社会の実現に寄与することを目的とする。

## 取り組んでいるSDGｓ
福島ひまわり里親プロジェクト：
　7: エネルギーをみんなに　そしてクリーンに　…ひまわりの種を精製し、バイオディーゼル燃料として交通バスに活用
　8: 働きがいも経済成長も　…福祉作業所へ種の封入作業を継続的に依頼し、障がい者の賃金格差を改善。
コミュニティフリッジひまわり：
　1：貧困をなくそう　…児童扶養手当を受給しているひとり親などを対象に食料品・日用品を提供する場を設ける
　2：飢餓をゼロに　
お互いさまの街ふくしま：
　1：貧困をなくそう　…地域社会において経済的に弱い立場の人々に商品やサービスを提供し、経済的な支援を行っている
　2：飢餓をゼロに　…食糧の提供や食糧不安の軽減に貢献しており、飢餓の解消に寄与している
　8：働きがいも経済成長も　…地域の企業・店舗を巻き込むことで、雇用創出し、地域経済の成長を促進している
10：人や国の不平等をなくそう　…経済的な不平等を減少させ、地域社会の平等な機会を提供している
11：住み続けられるまちづくりを　…地域とのつながりが生まれ非常時に助け合える関係性作りに繋がっている

## 子ども食堂
無人公共冷蔵庫”コミュニティフリッジひまわり”の利用対象となるのは、児童扶養手当や就学援助を受給している方、奨学金を受給している学生の方のいずれかに該当する方。
こちらの子ども食堂1ヶ所を毎日運営するほかに、チームふくしまの理事が運営する福島県内の子ども食堂2ヶ所の支援（月１回開催）を継続的にサポートしている。
子ども食堂へは、福島ひまわり里親プロジェクトで販売する商品の売上の一部をレトルトカレーとして寄付している。

## 賞歴・表彰歴
- 「こどもたちの"こころを育む活動"」奨励賞（パナソニック教育財団）[10]：2013年12月
- 「ふくしまから　はじめよう。」情熱大賞（福島県・福島民報社）[11]：2014年3月
- Revive Japan Cup2014 ライフスタイル部門「新しい東北」復興まちづくりで入選[12]：2014年12月
- 「あしたのまち・くらしづくり活動賞 主催者賞」（公益財団法人あしたの日本を創る協会、日本放送協会、読売新聞東京本社）[13]：2015年11月
- 第3回グッドライフアワード・環境大臣グッドライフ特別賞[14]：2015年12月
- 第47回 社会貢献者表彰（公益財団法人社会貢献支援財団）[15]：2016年11月
- 「新しい東北」復興ビジネスコンテスト2017　企業賞　損保ジャパン日本興亜賞 (復興庁 「新しい東北」官民連携推進協議会 )[16] ：2017年11月
- 「第3回ふくしま経済・産業・ものづくり賞（ふくしま産業賞）」特別賞 (福島民報社)[17] ：2017年12月
- 「安城学園高等学校よりチームふくしまへ」感謝状贈呈：2018年2月
- 「第11回未来を強くする子育てプロジェクト」子育て支援活動の表彰　スミセイ未来賞 (住友生命保険相互会社)[18]：2018年3月
- 「福島県家庭教育応援企業」　認定(福島県教育庁県北教育事務所)[19]：2018年7月
- 「平成30年度秋季善行表彰」(一般社団法人日本善行会)[20]：2018年11月
- 「福島市クールチョイス大賞」特別賞　佐藤真瑚賞　(福島市)[21]：2021年1月
- 「ソーシャルプロダクツ賞」ソーシャルプロダクツ・アワード2023[22]：2023年3月
- 「CSOフォーラム２０２３」ファイナリスト賞（認定NPO法人大阪NPOセンター）[23]：2023年12月
- 「第9回ふくしま経済・産業・ものづくり賞（ふくしま産業賞）」特別賞 (福島民報社）：2023年12月
- 第12回グッドライフアワード　実行委員会特別賞　地球と人への想いやり賞(環境省)[24]：2024年12月
- 第15回「男女共同参画・少子化に関する顕彰事業」活動賞(公益社団法人程ヶ谷基金)[25]：2024年12月
- 「第11回プラチナ・ギルド　アワード」(認定NPO法人プラチナ・ギルドの会)[26]：2025年5月

## 関連書籍
- NPO法人チームふくしま（著）半田真仁（文）『ひまわりが咲くたびに“ふくしま”が輝いた！』ごま書房新社VM、2017年
- 田原実（作）　西原大太郎（画）『福島ひまわり里親プロジェクト物語～チームふくしまの軌跡～』株式会社インフィニティ、2018年
- チャンキー松本（絵と物語）　中島敏子（ルポ）『ぼくのひまわりおじさん』文屋、2018年
- NPO法人チームふくしま（著）Noriko（文）『お互いさまの街ふくしま発　"恩送り"が世界を変える！　仕事も人生もうまくいく究極の生き方』ごま書房新社、2025年